# 凱拉瓦特
凱拉瓦特是巴布亞新畿內亞的城鎮，由東新不列顛省負責管轄，主要農產品有可可豆，每年平均降雨量2,780毫米，人口少於1,000。第二次世界大戰期間，日本軍隊在該鎮興建機場。